# Nymölla
Nymölla est une localité suédoise dans la commune de Bromölla en Scanie.
Sa population était de 267 habitants en 2019. 